# Wiesława Łanecka-Makaruk
Wiesława Łanecka-Makaruk (ur. 31 maja 1933 w Białymstoku, zm. 29 lipca 2020) – nauczyciel akademicki, pilot szybowcowy doświadczalny, pilot samolotowy oraz skoczek spadochronowy.

## Życiorys
Córka Franciszka i Franciszki Łaneckich. W 1951 roku w Opolu zdała egzamin maturalny i rozpoczęła naukę na Wydziale Lotniczym Politechniki Warszawskiej. Z szybownictwem zapoznała się już w 1950 roku, a w 1952 ukończyła kurs szybownictwa. W 1954 roku spełniła potrzebne wymagania i otrzymała Srebrną Odznakę Szybowcową, a rok później Złotą. 5 maja 1957 roku wzięła udział w grupowym przelocie szybowców Aeroklubu Warszawskiego z Warszawy do Niemanicy w Związku Radzieckim, pokonując odległość 555 km. W 1957 roku uzyskała uprawnienia pilota samolotowego. Była bohaterką okładki Magazynu Lotniczego „Skrzydlata Polska” z 6 marca 1958 roku. W czerwcu 1958 roku brała udział w VII Kongresie OSTIV jako delegatka Politechniki Warszawskiej. 27 lutego 1959 roku otrzymała tytuł magistra inżyniera i następnie rozpoczęła pracę w charakterze asystentki na katedrze Mechaniki Lotu PW.
18 marca 1959 roku, po starcie z lotniska w Jeżowie osiągnęła przewyższenie 5050 metrów i spełniła ostatni warunek do otrzymania Złotej Odznaki Szybowcowej z trzema diamentami. Była to szósta taka odznaka na świecie i trzecia w Polsce.
Brała udział w oblatywaniu konstrukcji Szybowcowego Zakładu Doświadczalnego, m.in. latała na szybowcach SZD-17 Jaskółka i SZD-12 Mucha 100. W latach 1956–1959 uczestniczyła w opracowaniu projektu amatorskiego motoszybowca AW-31 (AW-5L). W 1961 roku ukończyła kurs i uzyskała uprawnienia szybowcowego pilota doświadczalnego. W 1966 roku otrzymała zespołową nagrodę Ministerstwa Szkolnictwa Wyższego za obliczenia związane z flatterem szybowców. Pracowała również na Wydziale Lotniczym Politechniki Warszawskiej jako wykładowca w katedrze aerodynamiki, w 1976 obroniła doktorat. Jest autorką książek „Mechanika lotu”, „Mechanika lotu szybowców” oraz „Mechanika lotu szybowców. Szkolenie szybowcowe”.
Była żoną szybownika i pilota doświadczalnego Sławomira Makaruka, matką podróżnika Sławomira Makaruka. 
Pochowana 7 sierpnia 2020 na cmentarzu Wojskowym na Powązkach w Warszawie (kwatera B12-8-27).

## Ordery i odznaczenia
- Krzyż Kawalerski Orderu Odrodzenia Polski
- Złoty Krzyż Zasługi